# If I Can't Have You
"If I Can't Have You" là bài hát disco do Barry, Robin và Maurice Gibb viết năm 1977. Bài hát ban đầu xuất hiện trên nhạc phim Saturday Night Fever trong một phiên bản của Yvonne Elliman, phát hành vào tháng 11 năm 1977. Phiên bản của Bee Gees xuất hiện một tháng sau đó ở mặt B của "Stayin 'Alive".
Bài hát sau đó xuất hiện trong album tập hợp của Bee Gees: Their Greatest Hits: The Record. Phiên bản remix được phát hành và tái bản trong Bee Gees Greatest năm 2007 và đánh dấu sự trở lại của Bee Gees vào các bảng xếp hạng Hot Dance Tracks của Mỹ sau 28 năm. Theo Maurice, ca khúc này là ca khúc đầu tiên họ làm khi họ thu âm những bài hát cho cuốn phim. Bản ghi âm được bắt đầu tại Château d'Hérouville chỉ là một bài hát cơ bản và được hoàn thành sau đó tại Cherokee Studios ở Los Angeles.

## Xếp hạng tại các bảng
| Chart (1978)                    | Peak position |
| ------------------------------- | ------------- |
| Australia (Kent Music Report)   | 9             |
| Bỉ (Ultratop 50 Flanders)       | 24            |
| Canadian RPM Adult Contemporary | 2             |
| Canadian RPM Top Singles        | 1             |
| France (SNEP)                   | 5             |
| Irish Singles Chart             | 9             |
| Hà Lan (Dutch Top 40)           | 28            |
| Hà Lan (Single Top 100)         | 31            |
| Netherlands                     | 28            |
| New Zealand (Recorded Music NZ) | 6             |
| UK (Official Charts Company)    | 4             |
| U.S. Billboard Hot 100          | 1             |
| U.S. Billboard Hot R&B Singles  | 60            |
| U.S. Cash Box Top 100           | 1             |
| U.S. Record World               | 2             |

| Chart (1978)           | Rank |
| ---------------------- | ---- |
| Australia              | 52   |
| Canada                 | 13   |
| UK                     | 45   |
| U.S. Billboard Hot 100 | 19   |
| U.S. Cash Box          | 21   |